# Chiromyscus
Chiromyscus és un gènere de rosegadors de la família dels múrids.

## Descripció

### Dimensions
El gènere Chiromyscus agrupa rosegadors de petites dimensions, amb una llargada de cap a gropa de 138-180 mm i una cua de 200–233 mm.

### Característiques cranials i dentals
El crani presenta un neurocrani ample, una bul·la timpànica petita i arcs superciliars ben desenvolupats.

### Aspecte
El cos és esvelt. El pelatge és llis, les parts dorsals varien del marró-taronja al marró rogenc, mentre que les ventrals són completament blanques. Al voltant dels ulls hi ha anells més foscos que formen una característica màscara facial. Les orelles són relativament petites i rodones. Els peus són curts i amples, adaptació a una vida arborícola, amb l'hàl·lux escurçat, oposable i dotat d'una ungla aplanada, en lloc d'una urpa com en el cas de Niviventer, un gènere semblant. La cua és molt més llarga que el cap i el cos i és generalment bicolor.

## Distribució
El gènere és difós al sud-est asiàtic.